# 5658 Clausbaader
5658 Clausbaader este un asteroid din centura principală, descoperit pe 17 februarie 1950, de Karl Reinmuth.